# Laphria vultur
Laphria vultur là một loài ruồi trong họ Asilidae. Laphria vultur được Osten-Sacken miêu tả năm 1877. Loài này phân bố ở vùng Tân Bắc giới.